# ファラ・フォーセット
ファラ・レニ・フォーセット（Farrah Leni Fawcett, 1947年2月2日 - 2009年6月25日）は、アメリカ合衆国の女優・モデルである。フォーセットは1970年代のポップ・カルチャーの肖像、およびセックスシンボルとして有名であり、1980年代のファッションとポップ・カルチャーに大きな影響を与えた。

## 人物・経歴

### 生い立ち
フォーセットはテキサス州コーパス・クリスティ（Corpus Christi）に生まれた。父は石油業者で、二人姉妹の次女。ダイアンという名の姉がいる。イングランド、フランス、インディアンの血を引いている。子どもの頃は父親の奨励の元、天性の運動能力を発揮した。テニスの腕前はプロ級であり、かつての夫、リー・メジャースとはよくダブルスのトーナメントに出場していた。テキサス大学在学中に“キャンパス内で最も美しい10人”の一人に選ばれ、その写真がハリウッドのエージェントに送られたのがデビューのきっかけとなった。大学時代には美術に傾倒し、中でも彫刻を得意としチャールズ・ウムラウフ(Charles Umlauf)に師事していた。生後28日目に消化器系の病気で大手術を行い、成人してもその手術痕がかすかに残っていた。そのためビキニ姿には神経質過ぎるくらい気を配っており、多種多様なポートレートの中にもビキニ姿は一枚しか存在しない。

### キャリア
60年代後半から70年代前半にかけて、フォーセットはコマーシャルやテレビ番組にゲスト出演し、1969年には、クロード・ルルーシュ監督『あの愛をふたたび』で映画デビューを果たした。数年間は鳴かず飛ばずの状態が続いたが、ウエラのシャンプーのコマーシャルなどに出演するうちに、徐々に人気が上昇。1976年4月、ポスター会社がフォーセットの人気に目をつけ、彼女のポスターを制作した。フォーセットのエージェントは当初、商品宣伝用のポスター撮影だと思い、「何の商品を売るためのポスターなのか？」とポスター会社に尋ねた。それに対し、ポスター会社はこう答えた。「ファラ・フォーセットを売ります」。
1976年9月、フォーセットがジル・マンロー役を演じたテレビドラマ『チャーリーズ・エンジェル』の第1シーズンの放映が始まった。同作品で絶大な人気を博した彼女は急速にキャリアの頂点へとのぼりつめ、プロモーション用に発売された水着姿のポスターは、世界中で1,200万枚を売り上げた。彼女は“乱れたタテガミのようなヘアスタイルと美しい笑顔の憧れの人物”として知られるようになった。そのヘアスタイルは「ファラ・カット」と呼ばれ、米国にとどまらず世界的な現象となった。以降、数多くの化粧品、美容品メーカ等のモデルとして活躍するが、中でもファベルジェの彼女の写真をラベルに使用したシャンプーは日本でも販売され、当時の日本の若い女性達にもインパクトを与えた。
『チャーリーズ・エンジェル』はビッグヒットとなったが、フォーセットはわずか1年間の出演ののち、映画出演のために降板。彼女の早すぎる降板は訴訟沙汰となり、フォーセットは和解のため、第3シーズンと第4シーズンにゲストとして出演した。フォーセットの抜けた穴埋めに、第2シーズンからはジル・マンローの妹という設定で、シェリル・ラッドが出演した。
フォーセットは1984年のテレビ映画『The Burning Bed』で、虐待される妻というシリアスな役を演じ、エミー賞にノミネートされた。1986年には、レイプ被害者を演じた舞台『スズメバチ』の映画化作品『レイプ・殺意のエンジェル(別題「リベンジャー・殺意の女」)』で絶賛された。1989年のテレビシリーズ『Small Sacrifices』では人を喰いものにする役柄を演じ、エミー賞に2度目のノミネート。2003年には『The Guardian』でエミー賞に3度目のノミネートをされている。他にもいくつかの賞にノミネートされており、その中にはゴールデン・グローブ賞やACE賞も含まれている。
フォーセットは1970年代、1980年代を通して、映画や雑誌でヌードになることを拒み続けた（1980年の『スペース・サタン』でバストは披露している）。しかし、1995年に発行されたプレイボーイ誌でヌードを披露し、世間を騒がせた。その号は世界中で4千万部を売り上げ、1990年代に発行されたプレイボーイ誌のベストセールスを記録した。彼女は後に1997年の号でもヌードとなり、その号もまたトップセラーとなった。フォーセットはまた、2000年の映画『Dr.Tと女たち』(ロバート・アルトマン監督)でフルヌードを披露している。
2000年に、ロサンゼルス・カントリー・ミュージアム(LACMA)で、キース・エドマイヤ(Keith Edmier)と彫刻のコラボレーション展示を行っている。

### 私生活
フォーセットは1973年に『600万ドルの男』で知られるリー・メジャースと結婚。芸名もファラ・フォーセット・メジャースとした。当時、テキサス出身のフォーセットは南部の言葉の訛りに悩んでおり、一時は女優をあきらめモデルの道を模索している。夫リー・メージャースの支援もあって最終的に訛りを克服し女優としての道を歩むことになった。しかし1979年からライアン・オニールと不倫関係となって別居し、1982年に離婚した。
1980年からフォーセットはオニールと同棲し、1985年には二人の間に息子レドモンドが誕生した。二人は結婚しないまま17年の同棲生活を送ったのち破局したが、フォーセットの死の間際まで友人関係は続いた。
フォーセットはオニールと別れたのち、1995年の映画『ママのフィアンセ/結婚に異議あり!』の監督、ジェームス・オアと交際したが、1998年、彼のプロポーズを拒絶した際、オアから酷い暴行を受け、オアは暴行罪で逮捕された。
1997年6月、フォーセットはテレビショーのインタビューでつじつまのあわないコメントを発して批判された。彼女の心ここにあらずといった支離滅裂な挙動は、麻薬の乱用によるものと憶測された。数ヶ月後、フォーセットはラジオ番組で、批判された彼女の挙動は、テレビ司会者とふざけてみただけだと弁明した。
2006年の前半、フォーセットは母親を失った痛手を癒している最中に、さらにいくつかの痛手に見舞われた。その中には、彼女のエージェントのジェイ・バーンスタイン、および心の師であるテレビプロデューサー、アーロン・スペリングの死も含まれていた。同年8月、彼女はコメディ・セントラルの『Roast of William Shatner』に参加。彼女は時に、ろれつが回らなかったり支離滅裂になったかのようで、ジョークを言うのに苦労しているように見えた。ジェフリー・ロスはベティ・ホワイトに「ファラ・フォーセットにジョークを教えてやってくれ」と頼んだ。
2007年2月2日、フォーセットは彼女のガンを心配していた元夫のリー・メジャースから電話を受け、23年ぶりに40分間会話をした。同日、60歳の誕生日とガン克服を、長年の友人であるライアン・オニールと祝った。3日未明、パーティーから帰宅したオニールは、（元妻で女優のジョアンナ・クック・ムーアとの間の）息子で俳優のグリフィン・オニールと口論の末、発砲して逮捕された。このとき、フォーセットは同宅で眠りこんでいた。
2008年9月17日、ライアンと息子レドモンド・オニールが麻薬所持容疑で逮捕され、10月に起訴された。レドモンドは同年6月に麻薬所持で有罪となり保護観察期間中だったが、自宅を保安官代理が訪れた際に薬物が発見されていた。
2009年4月5日、レドモンド・オニールが、刑務所へ受刑者との面会に訪れたところ、またも薬物所持が見つかって逮捕された（このためレドモンドは、母フォーセットの死に目に会うことができなかったが、葬儀には参列を許可された）。
2009年6月22日、末期ガンで闘病中のファラ・フォーセットは、長年の友人であるライアン・オニールからの求婚を受け入れたことが明らかになったが、その3日後にフォーセットが死去したため実現はしなかった（しかし、オニールはフォーセットの死後まもない7月4日、海岸を若い女性と親しげに歩いている姿を写真に撮られた）。
死後、遺言状によりフォーセットの600万ドルに上る遺産はレドモンド一人に贈られ、ライアンへの贈与は全くないことが分かった。

### ガンとの闘い
2006年10月、肛門癌と診断され、摘出手術を受ける。『チャーリーズ・エンジェル』の初代エンジェル仲間、ジャクリーン・スミスとケイト・ジャクソンも、共に乳ガンを克服しており、フォーセットの闘病をサポートした。
2007年2月2日、60歳の誕生日にAP通信は癌を克服したと伝えた。フォーセットは次のコメントを出した。「今日は私と私の家族にとって、とても幸福な日です。残念ながら病気と闘い続けなければならない方々に、私のニュースが何らかのインスピレーションを与えることができたらと願っています。」
2007年5月、3ヶ月検診において再発を確認。同年9月ライアン・オニールに伴われ幹細胞治療のためにフランクフルト大学病院へ転院するが、合衆国で違法なヒトES細胞を使用することに対する批判を受けることになる。
2009年4月、肝臓へ転移したためカリフォルニア大学ロサンゼルス校(UCLA)付属病院へ入院するが、同病院スタッフが病状をマスコミにリークする事件が発生。その後カリフォルニア州サンタモニカの病院へ転院する。この頃ラリー・キング・ライブに出演。同番組に医療関係者数人が意見を寄せるが、治療が可能であると述べる者は居なかった。
2009年5月15日、NBCテレビにて、日記形式の90分ドキュメンタリー『Farrah's Story』を放送。2年半にわたるガン闘病生活をライアン・オニールがホームビデオ・カメラで撮影し、自身がナレーションを担当した。ファラ自身は本作を「難病患者へ勇気を送るためのもの」と位置づけていたが、この頃には誰もが「ファラは死期が迫っている」ことを知っていた。同番組は放送直前、制作に関わったプロデューサーのクレイグ・ネビアスが、フォーセットの承諾のないままオニールが勝手に内容を編集し直したなどとして訴訟を起こす一幕もあったが、金曜夜の時間帯において過去1年以上（この中にはオリンピック中継も含まれる）で最高の視聴率を挙げ、推定で8900万人が視聴した。また、後にエミー賞の候補となり、生涯で4度目のノミネートになった。

### 死去
2009年6月25日、死去。同日にマイケル・ジャクソンが急死した事で、マイケルと比べ、またそれまでの（ドキュメントも含む）報道からすると扱いは小さいが、彼女の死は世界各国のメディアで報道された
。
6月30日、ロサンゼルスの教会で近親者による葬儀が行われ、ライアン・オニールやケイト・ジャクソンを初め参列者は数百人に上った。元夫のリー・メジャースは、「彼女は地上のエンジェルだった。そして今、永遠のエンジェルとなった。」と弔意を表した。

## 主な出演作品

### 映画
| 公開年 | 邦題 原題                                                                    | 役名                       | 備考       |
| ------ | ---------------------------------------------------------------------------- | -------------------------- | ---------- |
| 1969   | あの愛をふたたび Un homme qui me plaît                                       | パトリシア                 |            |
| 1970   | マイラ Myra Breckinridge                                                     | メアリー・アン・プリングル |            |
| 1973   | ミス・アメリカン・コンテスト The Great American Beauty Contest               | T.L.ドーソン               | テレビ映画 |
| 1974   | 恋のプレゼント The Girl Who Came Gift-Wrapped                                | パティ                     | テレビ映画 |
| 1975   | ファラ・フォーセットの スカイパニック Murder on Flight 502                   | カレン・ホワイト           | テレビ映画 |
| 1976   | 2300年未来への旅 Logan's Run                                                 | ホリー                     |            |
| 1978   | シャレード'79 Somebody Killed Her Husband                                    | ジェニー・ムーア           |            |
| 1979   | サンバーン Sunburn                                                           | エリー                     |            |
| 1980   | スペース・サタン Saturn 3                                                    | アレックス                 |            |
| 1981   | テキサス殺人事件 Murder in Texas                                             | ジョーン・ロビンソン・ヒル | テレビ映画 |
| 1981   | キャノンボール The Cannonball Run                                            | パメラ・グローヴァー       |            |
| 1984   | レッド・ライト・スティング The Red-Light Sting                               | キャシー                   | テレビ映画 |
| 1984   | バーニング・ベッド The Burning Bed                                           | フランシーン・ヒューズ     | テレビ映画 |
| 1986   | 女たちの迷路 Between Two Women                                               | ヴァル                     | テレビ映画 |
| 1986   | ファラ・フォーセット/レイプ・殺意のエンジェル Extremities                    | マージョリー               |            |
| 1987   | プア・リトル・リッチ・ガール Poor Little Rich Girl: The Barbara Hutton Story | バーバラ・・ハットン       | テレビ映画 |
| 1989   | いくつもの朝を迎えて See You in the Morning                                  | ジョー・リヴィングストン   |            |
| 1989   | ファラ・フォーセット/薔薇の秘密 Small Sacrifices                             | ダイアン                   | テレビ映画 |
| 1992   | 薔薇の銃弾 Criminal Behavior                                                 | ジェシカ・リー・スタッブス | テレビ映画 |
| 1994   | 愛妻が遺した妻 The Substitute Wife                                           | パール                     | テレビ映画 |
| 1995   | ママのフィアンセ/結婚に異議あり! Man of the House                            | サンディ・アーチャー       |            |
| 1999   | シルクホープ/愛の帰る場所 Silk Hope                                          | フラニー・ヴォーン         | テレビ映画 |
| 2000   | Dr.Tと女たち Dr. T & the Women                                               | ケイト                     |            |
| 2000   | ベイビー/潮風のおくりもの Baby                                               | リリー・マローン           | テレビ映画 |
| 2004   | クックアウト The Cookout                                                     | ミセス・クロウリー         |            |

### テレビシリーズ
| 放映年    | 邦題 原題                                         | 役名                                                                       | 備考                                                                                     |
| --------- | ------------------------------------------------- | -------------------------------------------------------------------------- | ---------------------------------------------------------------------------------------- |
| 1974      | 警部マクロード McCloud: The Colorado Cattle Caper | グロリア・ジョーン                                                         | エピソード『コロラド大追跡』                                                             |
| 1974-1976 | 600万ドルの男 The Six Million Dollar Man          | マジョーラ・ケリー・ウッド トリッシュ・ホランダー ビクトリア・ウェブスター | 4エピソード                                                                              |
| 1975-1976 | 特別狙撃隊S.W.A.T. S.W.A.T                        | ミス・ニューメキシコ                                                       | 第1シーズン第10話「人質救出作戦」                                                        |
| 1975-1976 | 追跡者ハリー・オー Harry O                        | スー・イングラム                                                           | 8エピソード                                                                              |
| 1976-1980 | チャーリーズ・エンジェル Charlie's Angels         | ジル・マンロー                                                             | 29エピソード                                                                             |
| 1981      | 俺たち賞金稼ぎ!!フォール・ガイ The Fall Guy       | 本人                                                                       | エピソード『激走マッドポリス軍団』 再放送タイトル『爆走!! 激走!! パトカーVSヘリ Part.2』 |
| 1991      | グッド・スポーツ Good Sports                      | ゲイル・ロバーツ                                                           | 15エピソード                                                                             |
| 1997      | ジョニー・ブラボー Johnny Bravo                   | 本人                                                                       | テレビアニメ、声の出演                                                                   |
| 1999      | アリーmy Love Ally My Love                        | ロビン・ジョーンズ                                                         | 1エピソード                                                                              |
| 2001      | スピン・シティ Spin City                          | クレア・シモンズ                                                           | 4エピソード                                                                              |
| 2002-2003 | 堕ちた弁護士 -ニック・フォーリン- The Guardian    | メアリー                                                                   | 4エピソード                                                                              |